# Cianotoxina

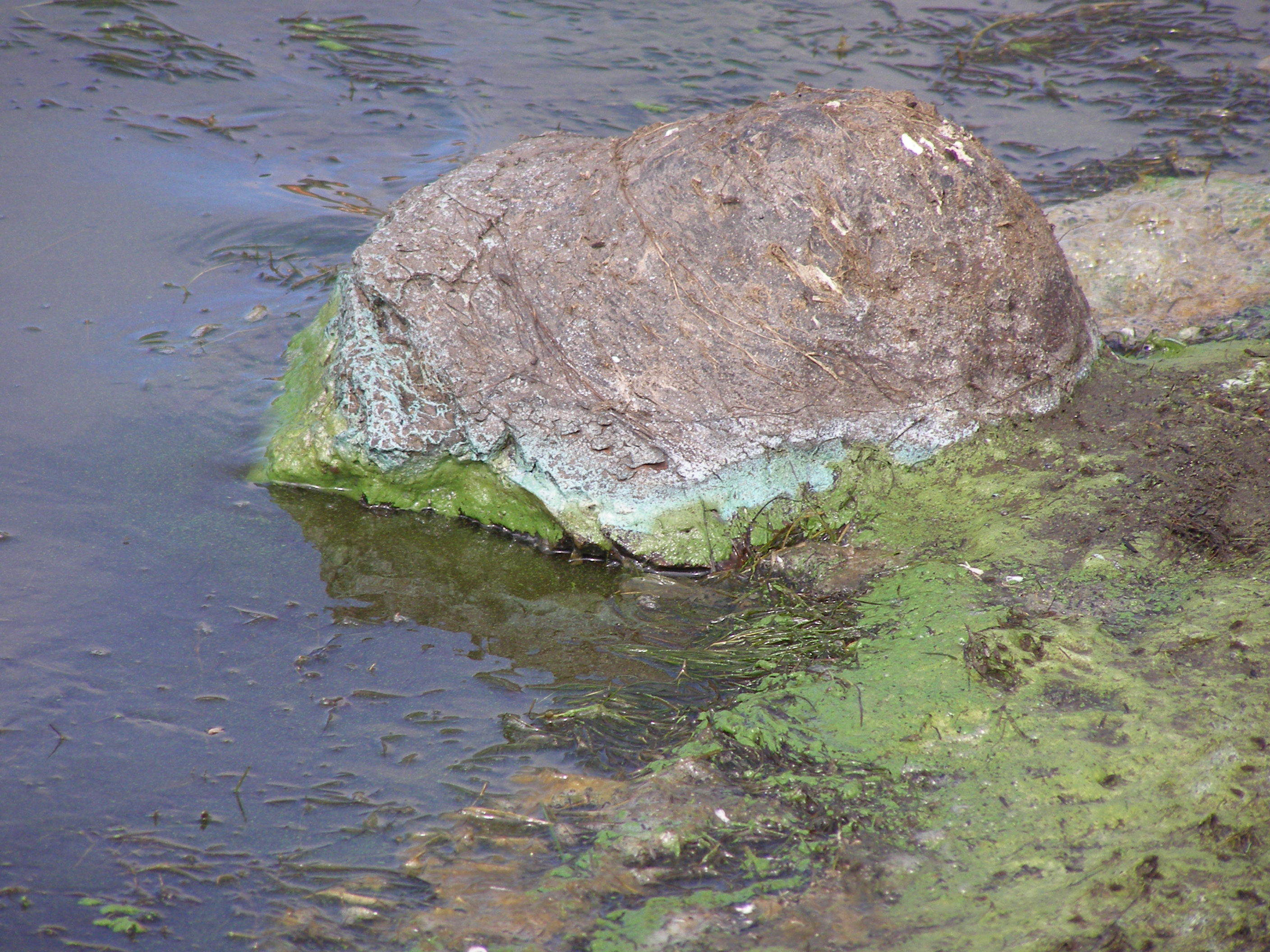
Escuma verda produïda per cianobacteris

Les Cianotoxines són toxines produïdes pels bacteris anomenats cianobacteris (també coneguts com a algues verdes-blaves). De vegades el creixement exponencial dels cianobacteris produeixen explosions o florides d'algues (algal bloom en anglès) les quals poden produir cianotoxines en quantitats que resulten verinoses. Aquestes toxines es poden acumular en els peixos i mol·luscs i causar un enverinament quan es consumeixen.
Entre les cianotoxines hi ha els verins naturals més poderosos que poden causar la mort per fallada respiratòria. Les toxines inclouen potents neurotoxines, hepatotoxines, citotoxines, i endotoxines.
Les cianotoxines estan sovint implicades en les anomenades marees roges.
Generalment les explosions de creixement dels cianobacteris són inofensives però quan no ho són contenen toxines o patògens que maten els peixos i també poden ser fatals pels humans. En ambients marins la majoria són causats pels dinoflagel·lats, però poden ser causats per altres tàxons d'algues.
Els cianobacteris en aigües dolces és la causa més comuna de l'eutrofització, les seves florides poden ser com una escuma o catifa. però no sempre són visibles ni sempre són verdes, ja que poden ser blaves i en alguns casos de color vermell marronós. Aleshores l'aigua fa pudor (per la mort dels cianobacteris).

## Estructura química de les cianotoxines
Es classifica en tres grups: pèptids cíclics, alcaloides i lipopolisacàrids.
| Estructura      | Cianotoxina          | Principal òrgan objectiu en els mamífers | Gèneres de cianobacteris                                                               |      |
| --------------- | -------------------- | ---------------------------------------- | -------------------------------------------------------------------------------------- | ---- |
| Pèptids cíclics | Microcistines        | Fetge                                    | Microcystis, Anabaena, Planktothrix (Oscillatoria), Nostoc, Hapalosiphon, Anabaenopsis |      |
| Pèptids cíclics | Nodularines          | Fetge                                    | Nodularia                                                                              |      |
| Alcaloides      | Anatoxina-a          | Sinapsi nerviosa                         | Anabaena, Planktothrix (Oscillatoria), Aphanizomenon                                   |      |
| Alcaloides      | Anatoxina-a(S)       | Sinapsi nerviosa                         | Anabaena                                                                               |      |
| Alcaloides      | Cilindrospermopsines | Fetge                                    | Cylindrospermopsis, Aphanizomenon, Umezakia                                            |      |
| Alcaloides      | Lyngbyatoxin-a       | Pell, tracte gastro-intestinal           | Lyngbya                                                                                |      |
| Alcaloides      | Saxitoxines          | Àxons dels nervis                        | Anabaena, Aphanizomenon, Lyngbya, Cylindrospermopsis                                   |      |
| Alcaloides      | Lipopolisacàrids     |                                          | irritant potencial; afecta qualsevol teixit exposat                                    | Tots |
| Poliquetids     | Aplisiatoxines       | Pell                                     | Lyngbya, Schizothrix, Planktothrix (Oscillatoria)                                      |      |

## Galeria
Altres cianotoxines:

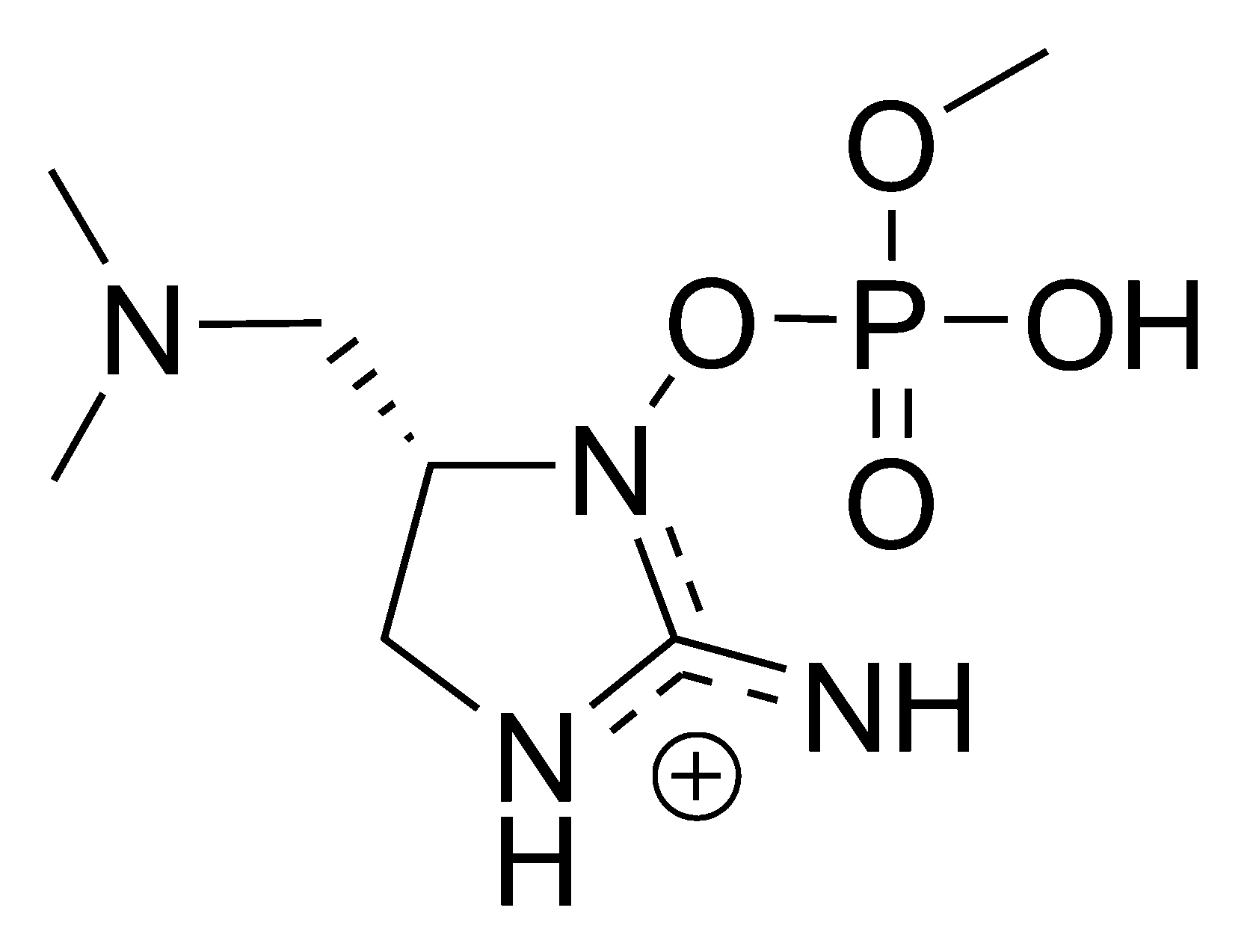
Anatoxin-a(s)
Aplysiatoxin